# Ezio Barbieri
Ezio Barbieri (Milano, 1º novembre 1922 – Barcellona Pozzo di Gotto, 17 maggio 2018) è stato un criminale italiano.

## Biografia
Nato e cresciuto in via Pietro Borsieri 14 a Milano, nel quartiere Isola, un tempo noto per essere popolato da esponenti della ligera, la tradizionale malavita milanese, Barbieri è noto per essere stato un famoso rapinatore dell'immediato secondo dopoguerra, il capo della banda della Aprilia nera.
A bordo di una Lancia targata 777, il numero del centralino della polizia milanese, Ezio Barbieri e la sua banda formavano posti di blocco improvvisati e derubavano passanti, rapinavano banche o realizzavano scorrerie aventi come bersaglio degli industriali colpevoli di fare gli incettatori di merce con la borsa nera. Le incursioni finivano spesso con la redistribuzione del bottino fra la povera gente del quartiere, dove quindi vigeva l'omertà sulla reale identità dei componenti della banda.
Dopo numerosi arresti ed evasioni, fu catturato la sera del 26 febbraio 1946 alla cascina Torrazza a Milano ed in quello stesso giorno il suo amico e complice Sandro Bezzi venne ucciso dalle forze dell'ordine fra via Morandi e via Bolzano a Turro. Dopo aver tentato invano altre evasioni, Barbieri fu coinvolto suo malgrado nella più grande rivolta carceraria del secondo dopoguerra, la cosiddetta Pasqua rossa del carcere di San Vittore di Milano, esplosa il 21 aprile 1946 e sedata quattro giorni dopo, da cui lo scrittore Alberto Bevilacqua ha tratto il romanzo La Pasqua rossa in cui Barbieri è uno dei protagonisti.
Condannato a 30 anni di carcere duro, Barbieri iniziò una lunga odissea per i penitenziari d'Italia e solo nel 1971 inizierà una nuova vita a Barcellona Pozzo di Gotto, in Sicilia, da uomo libero, come commerciante di vini e abbigliamento; l'ex bandito vivrà in Sicilia fino alla scomparsa all'età di 95 anni.
Esiste una versione riadattata della canzone milanese Porta Romana bella a cui è stata aggiunta la seguente strofa:
faceva le rapine a mano armata

sette e sette e sette fanno ventuno

arriva la volante e non c'è più nessuno»